# Qualità di vita

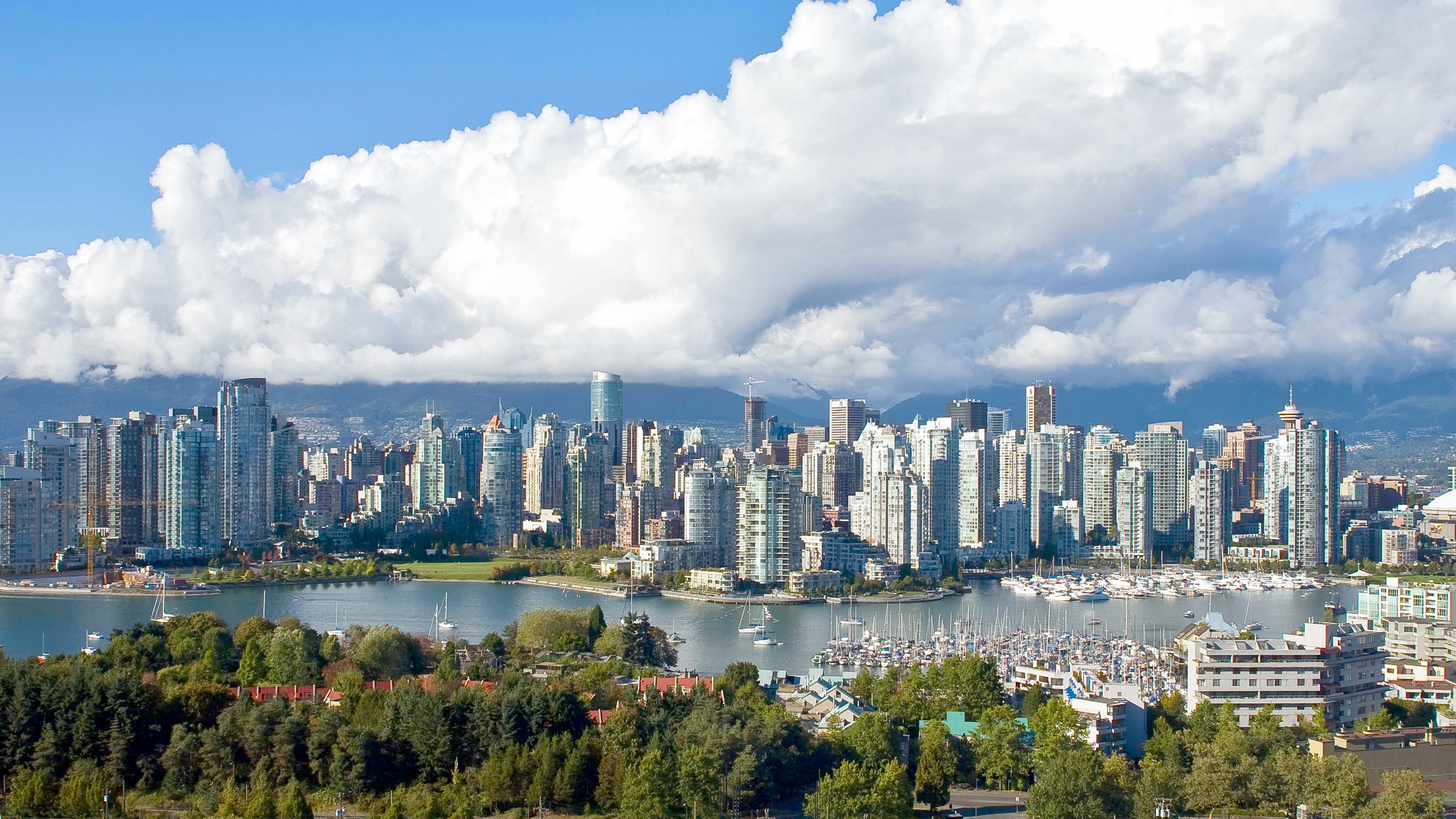
Vancouver, Canada: una città che è spesso in cima alle classifiche mondiali per qualità di vita

Il termine qualità di vita (o favorevoli condizioni di vita) indica il benessere di uno o più individui, di un habitat, ambiente di lavoro, una comunità, città o nazione. Si tratta di un argomento trasversale e multidisciplinare che interessa ad una varietà di individui di specie diverse e comprende aspetti studiati in varie discipline della conoscenza umana quali: filosofia, economia, scienze politiche, urbanistica, sociologia, biologia, biologia marina, agronomia, medicina, fisica, chimica, pedagogia, psicologia, ecologia, ingegneria, paesaggistica, matematica informatica ecc.

## Storia
Il dibattito sulla qualità di vita è antico. Già Aristotele, per esempio, lo ha trattato nell'Etica Nicomachea usando il concetto di eudaimonia, che in greco significa "buon spirito" o felicità. Prima di lui, Platone aveva dedicato vari anni della sua vita a organizzare praticamente il governo e la città perfetta. Ai due filosofi greci si sono poi aggiunti lungo i secoli numerosi altri filosofi, religiosi, sociologi che si sono cimentati a descrivere in dettaglio gli elementi necessari per una comunità felice.
Oggi il concetto di qualità di vita è strettamente correlato ai termini "vivibile" e "vivibilità", riferiti all'ambiente economico-sociale più o meno desiderabile di una cittadina, di una metropoli o di un Paese. Questi termini sono ormai entrati a far parte del linguaggio comune.

## Descrizione
Quando un ambiente qualsiasi o città ha una buona qualità di vita, significa che la maggioranza della sua popolazione può fruire di una serie di vantaggi politici, economici e sociali che le permettono di sviluppare con discreta facilità le proprie potenzialità umane e condurre una vita relativamente serena e soddisfatta.
Nell'ambiente urbano e nelle città la qualità della vita si misura per mezzo di numerosi indicatori economici e sociali. Gli indici economici sono abbastanza facilmente misurabili. Invece, gli indicatori sociali, quali ad esempio la sicurezza dal crimine, la sperequazione sociale, la libertà politica, la salute fisica, l'accesso all'istruzione, l'inquinamento e altri simili, sono più difficili da misurare. Questo fatto ha creato uno squilibrio tra le due categorie di indicatori, con il risultato che gli specialisti hanno elaborato criteri standard di quantificazione per gli aspetti economici, ma hanno avuto difficoltà ad accordarsi su come misurare gli altri e a stabilirne la percentuale di importanza reciproca.

### Agenzie di ricerca sulla qualità di vita
In molte nazioni ci sono oggi agenzie specializzate che periodicamente pubblicano graduatorie delle città più vivibili. In Italia Legambiente pubblica ogni anno l'elenco delle città italiane con più o meno alta qualità di vita o vivibilità.
Ecco un elenco delle maggiori agenzie pubbliche e private che si dedicano a questo tipo di ricerche:
In Italia
- Censis
- Eurispes
- Eurostat
- ISTAT
- Legambiente
- USCI

Nel resto del mondo

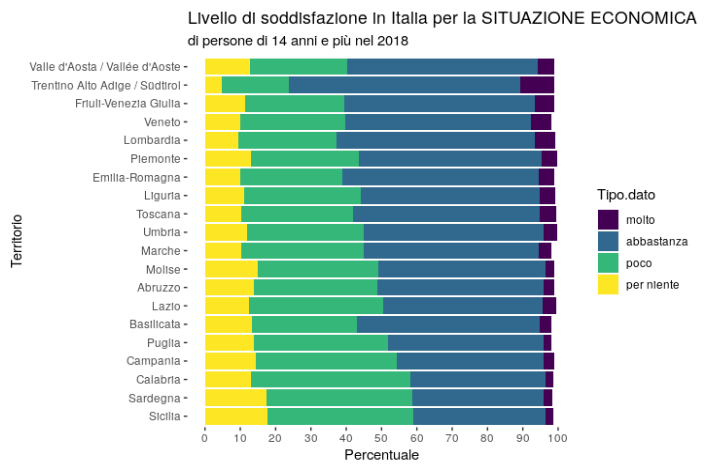
Dati Istat : http://dati.istat.it/index.aspx?queryid=24049

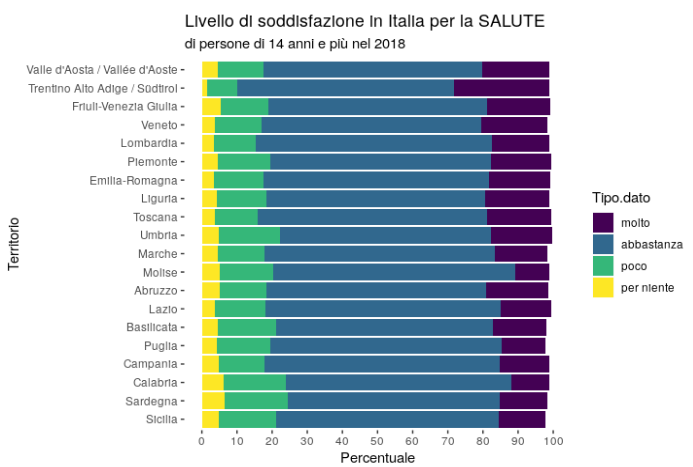
Dati Istat: http://dati.istat.it/index.aspx?queryid=24049

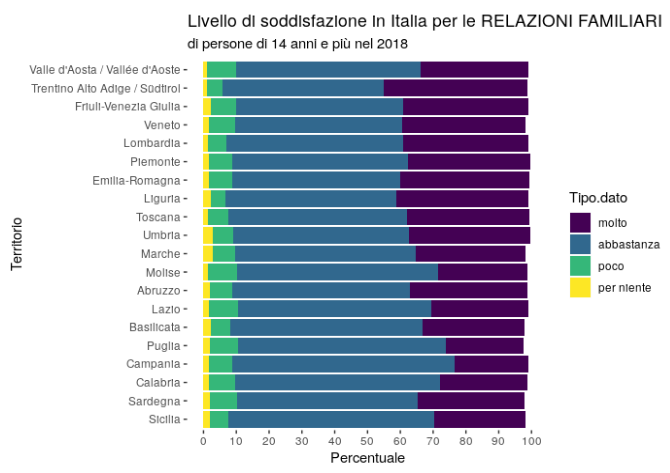
Dati Istat: http://dati.istat.it/index.aspx?queryid=24049

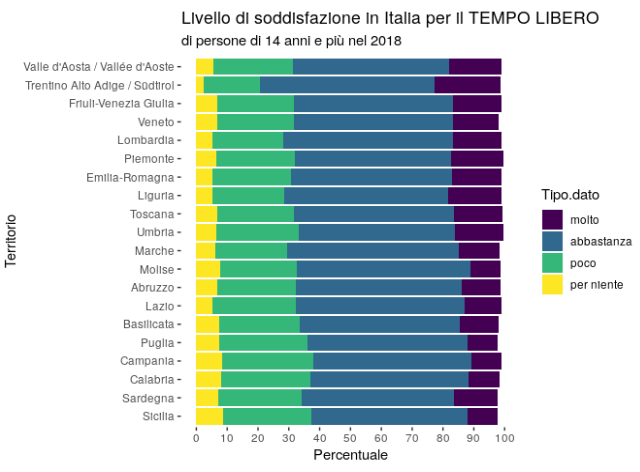
Dati Istat: http://dati.istat.it/index.aspx?queryid=24049

- L'Indice di sviluppo umano dell'ONU
- OCSE - Organizzazione per la cooperazione e lo sviluppo economico
- Il settimanale britannico The Economist
- Banca internazionale per la ricostruzione e lo sviluppo
- Organizzazione mondiale della sanità
- Genuine Progress Indicator

### Le nazioni e città più vivibili (con la più alta qualità di vita)
Le nazioni che sono regolarmente elencate in cima alle classifiche mondiali dalle più importanti agenzie sopra elencate sono il Canada, l'Australia, le nazioni del Nord Europa e il Giappone. Di conseguenza anche le città più vivibili appartengono spesso a queste nazioni.
Le nazioni che invece si collocano agli ultimi posti si trovano soprattutto in Africa, ma anche nell'Asia sudorientale e in parte dell'America Latina.
L'Italia di solito si colloca intorno al ventesimo posto su circa duecento nazioni.

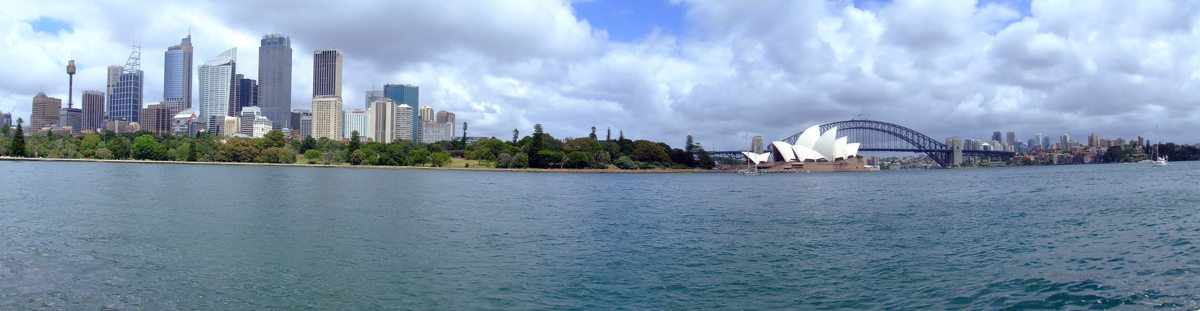
Panorama di Sydney, Australia, un'altra città considerata tra le migliori al mondo per vivibilità e qualità di vita.

I 50 stati con qualità di vita più alta e le aree nel mondo a più elevata longevità

### Applicazioni in politica
L'espressione "qualità di vita" è stato usato a partire dal 1980 con riferimento a segni indicativi di degrado urbano e di criminalità, e quindi di diminuzione di qualità di vita. Il sociologo americano James Q. Wilson di orientamento conservatore, ha elaborato a questo proposito la cosiddetta Teoria della finestra rotta, (Broken window theory), in cui si afferma che problemi relativamente di piccola portata, come un vetro rotto o l'urina di un barbone, se lasciati a lungo irrisolti, comunicano al pubblico cittadino il messaggio subliminale che il disordine in generale viene tollerato. Questo produce l'impressione di un governo noncurante e quindi invita a commettere delitti sempre più gravi.
Questa teoria di Wilson è stata ripresa da molti sindaci americani come Oscar Goodman di Las Vegas, Richard Riordan di Los Angeles, Rudolph Giuliani (il suo più acceso sostenitore) di New York e Gavin Newsom di San Francisco. Queste città hanno attivato la normativa denominata tolleranza zero, e cioè che neppure le piccole infrazioni devono essere tollerate bensì perseguite, per fermare sul nascere l'escalation verso il peggio.

### Qualità di vita, ambiente e sviluppo sostenibile
Negli anni dopo il 2000 il concetto di qualità di vita è stato spesso accostato a quello di sviluppo sostenibile, specialmente in rapporto alla crescente consapevolezza della limitatezza delle riserve energetiche legate al petrolio e carbone e degli effetti negativi di tante tecnologie moderne sull'ambiente naturale. L'opinione pubblica comincia a chiedersi se tutti i progressi tecnologici sono sempre convenienti, o se invece i danni provocati a lungo termine ne vanificano i vantaggi immediati, anzi vanno a minacciare la qualità di vita delle generazioni future.
Un'altra espressione collegata è il Seventh generation standard (standard della settima generazione). Esso propone che il governo dovrebbe tenere in considerazione l'effetto che le sue decisioni avranno a lungo termine, fino alla settima generazione, cioè circa un secolo dopo.
Negli Stati Uniti è stato proposto il Seventh Generation Amendment da inserire nella Costituzione degli Stati Uniti. In Canada è stato proposto un simile emendamento denominato il Canada Well-Being Measurement Act da parte di Mike Nickerson del Green Party dell'Ontario e da Joe Jordan, membro della Camera dei Comuni (Canada). Questa strategia sembra molto difficile da mettere in pratica perché predire il futuro non è mai facile. Ma l'essenza di queste proposte legislative sta nell'importanza che danno allo sviluppo sostenibile e alle previsioni dei danni sull'ambiente, patrimonio insostituibile di tutte le popolazioni.

### Elenco degli indicatori
I seguenti sono gli indicatori politici, economici e sociali più utilizzati dalle agenzie nazionali e internazionali che studiano i vari aspetti connessi alla qualità di vita.
Fattori politici
- Governo libero e democratico
- Accesso al voto
- Alternanza di partiti al governo
- Rispetto dei diritti umani (libertà di pensiero, di opinione, espressione, di associazione, di religione ecc.)
- Libertà di stampa
- Partecipazione politica (iscrizione ai partiti)
- Partecipazione al voto
- Accesso alla giustizia
- Tempo medio per giungere al giudizio definitivo
- Stabilità politica (legislature complete)
- Livello di corruzione

Fattori economici, generali
- PNL/PIL
- Tasso di sviluppo assoluto e relativo
- Retribuzione media, potere d'acquisto
- Numero di ore di lavoro annuali
- Numero giorni di ferie
- Tasso di disoccupazione
- Tasso di sottoccupazione
- Tasso di povertà
- Tasso di proprietà della prima casa
- Tasso di proprietà della seconda casa
- Tasso proprietà automobile
- Tasso proprietà prodotti tecnologici
- Tasso di persone con assicurazione sulla vita
- Facilità di cominciare un'azienda
- Sperequazione economica tra classi
- Tasso di fallimenti e bancarotte
- Numero di brevetti per anno

Fattori economici, abitazione
- Valore medio prima casa
- Numero medio persone per vano

Fattori economici, ambiente urbano
- Qualità di pianificazione urbanistica
- Tasso aree verdi
- Numero di abitanti per Km. quadrato
- Frequenza e diffusione del trasporto pubblico
- Tasso di congestione urbana
- Accessibilità a un parcheggio
- Tasso di inquinamento
- Tasso di inquinamento acustico
- Qualità della pulizia urbana
- Qualità dell'acqua
- Qualità dell'arredamento urbano
- Presenza di radiazioni

Fattori sociali, generali
- Discriminazioni (sesso, età)
- Inclusione dei gruppi minoritari
- Tasso di incarcerazione
- Tasso di divorzi
- Tasso di ragazze-madri
- Scioperi e proteste sociali

Fattori sociali, sicurezza
- Tasso di delitti, varie categorie
- Tasso di risoluzione dei delitti
- Atti terroristici
- Incidenti stradali
- Percezione soggettiva della sicurezza

Fattori sociali, salute pubblica
- Longevità, aspettativa di vita
- Tasso di mortalità infantile
- Tasso di ospedalizzazione
- Tasso di vaccinazione
- Tasso di assenza lavoro e scuola
- Accessibilità a cure mediche
- Accessibilità a cure dentistiche
- Tasso di infortuni sul lavoro
- Tasso di infortuni fuori del lavoro
- Tasso di ospedalizzazione mentale
- Tasso di suicidi (varie età)
- Tasso di tossicodipendenza
- Tasso di tabagismo
- Tasso di uso di antidepressivi

Fattori sociali, istruzione pubblica
- Tasso di persone con licenza media
- Tasso di persone con diploma superiore
- Tasso persone con laurea
- Qualità comparativa delle istituzioni educative
- Tasso di frequentazioni di biblioteche e musei
- Numero di libri venduti

Fattori geografici
- Qualità del clima
- Varietà del paesaggio
- Probabilità di disastri naturali

Indici di sviluppo